# Jídlo
Jídlo, distribuito anche come Food (traduzione italiana: Cibo), è un cortometraggio del 1993 scritto e diretto da Jan Švankmajer.

## Trama
Il cortometraggio si divide in tre segmenti: Breakfast ("colazione"), Lunch ("pranzo") e Dinner ("cena"). Ognuno degli episodi si concentra su diverse classi sociali da quella lavoratrice, passando per il ceto medio, fino al ceto più alto.
I titoli di testa si aprono con una serie di inquadrature molto brevi di varie portate, che si ripetono anche all'inizio di ogni episodio.
Breakfast
In Breakfast un uomo fa ingresso in una stanza, si accomoda su una sedia di legno e spazza via dal tavolo i resti del pranzo del precedente consumatore facendoli cadere sul pavimento. Di fronte a lui è seduto, immobile, un altro uomo al cui collo è appeso un cartello. Il primo uomo si avvicina al cartello poggiandosi al tavolo per leggere le istruzioni. Quindi introduce delle monete nella bocca dell'uomo-distributore automatico, poi gli infila il dito indice nel bulbo oculare. La giacca e la camicia dell'uomo automatizzato si sbottonano da sole rivelando, al posto della gabbia toracica, un montavivande. Prima di iniziare a mangiare, l'uomo dà un pugno sul mento dell'automa, dalle cui orecchie spuntano delle posate in plastica. Con queste divora il pane, il würstel e la salsa giallastra contenuti nel piatto, concludendo con una bevanda. Dopodiché calcia lo stinco sinistro dell'uomo automatizzato servendosi del tovagliolo, spuntato dal taschino della giacca, per pulirsi. Dopo questa serie di operazioni, anche il primo uomo si automatizza abbandonandosi sulla sedia, contemporaneamente l'uomo-distributore si risveglia, mette al collo dell'altro il cartello, si riappropria degli indumenti che aveva appeso all'attaccapanni, traccia una riga sul muro con un pastello e abbandona la stanza. Dalla medesima porta entra un terzo uomo dalla lunga barba rossa che ripete le stesse azioni del primo uomo. Al risveglio, il primo uomo colloca le istruzioni al collo dell'uomo barbuto. Quando lascia la stanza, la porta aperta rivela un'intera fila di uomini in attesa di fare colazione e ripetere le medesime operazioni.
Lunch
Nel secondo segmento, Lunch, due uomini, uno molto distinto, l'altro, il più giovane, piuttosto rozzo, sono seduti al medesimo tavolo di un ristorante. Non riuscendo ad attirare l'attenzione del cameriere diventano sempre più affamati. Ispirato da un gesto del più giovane, l'uomo raffinato mangia i fiori posti a scopo decorativo in un vaso al centro del tavolo, bevendone anche l'acqua. Il giovane ribatte mangiandosi direttamente il vaso, e così via divorando tutto ciò che li circonda: i fazzoletti, le scarpe, le calze, le cinture, i pantaloni, le giacche, le camicie, la biancheria intima, i piatti, la tovaglia, il tavolo e le sedie. Alla fine l'uomo raffinato finge di mangiare anche le posate, prevedendo l'emulazione del giovane. In questo modo rimane l'unico con le posate, si avvicina sogghignando al giovane rimasto senza difese con l'intenzione di divorarlo.
Dinner
Un signore elegante è seduto al tavolo di un ristorante di lusso mentre sta guarnendo con salse, spezie e sott'aceti la propria pietanza, nascosta dai numerosi condimenti disposti sul tavolo. A un certo punto inizia a inchiodare una forchetta alla protesi di legno che ha per braccio rivelando che la portata è il suo braccio amputato, inclusa la fede nuziale. Altri antropofagi sono mostrati mangiare la propria gamba, il proprio seno o i propri genitali che per pudicizia del cannibale vengono nascosti all'occhio della macchina da presa.

## Produzione
Il soggetto è stato scritto da Jan Švankmajer nel 1970, ma il cortometraggio non è stato girato fino al 1991.
Il corto girato in 35 mm, senza dialoghi, si concentra sull'immagine e sul suono combinando la tecnica di animazione claymation e l'interpretazione di attori in carne e ossa ripresi in alcune inquadrature con la tecnica dello stop-motion.
È il prodotto di una co-produzione del Ministero della Cultura della Cecoslovacchia e delle case di produzione britanniche Koninck International, Heart of Europe e l'emittente Channel 4.

## Distribuzione
Jìdlo è stato presentato il 13 settembre 1993 Toronto Film Festival ed è uscito negli Stati Uniti d'America il 14 aprile 1994. Nei paesi anglofoni è conosciuto come Food, in Germania è stato distribuito con il titolo Das kleine Fressen, Jedzenie in Polonia e Trofi in Grecia.

## Accoglienza
Craig Butler sul sito AllMovie ha commentato l'opera scrivendo «Mentre l'interpretazione del senso ultimo di ogni segmento (e del film nel suo insieme) è lasciata al singolo spettatore, la ricchezza delle immagini e l'animazione assolutamente unica danno l'impressione che sia difficile da dimenticare.»
Sul New York Times Carin James definisce Food: «causticamente spiritoso ma sottile. [...] negli anni settanta [...] sembrava una troppo rischiosa allegoria politica per essere realizzato [...] ora sembra semplicemente una dichiarazione su come le persone sono divorate dalle condizioni meccanicistiche e da se stessi.»
In occasione della personale al Bergamo Film Meeting del 1997 Adelina Preziosi in un articolo per Segnocinema scrive: «si esplicita, puro e semplice, l'automatismo motore del cinema di Švankmajer: ingoiare (demolire) 'tutto' fino a divorarsi (distruggersi) a vicenda. L'animazione collage è il mezzo naturale per percorrere i passaggi di questi procedimenti brutali, di cui non si conosce la ragione e dei quali non esiste né un inizio né una conclusione. Complementarmente, la modellazione dell'argilla riproduce l'arcano dell'afflato vitale nel fango primigenio, pronto però a trasformarsi subito in energia degeneratrice.»

## Edizioni home video
Il corto è stato reso disponibile insieme alle edizioni in DVD e VHS del film Spiklenci slasti ed è contenuto nel cofanetto DVD Jan Svankmajer: The Complete Short Films.

## Citazioni e riferimenti
Secondo Senses of Cinema il corto predice in modo critico l'impatto che catene di fast food come McDonald's hanno sull'alimentazione. Inoltre vi sono riferimenti ad alcuni aspetti di Tempi moderni e cita la scena della scarpa cucinata in La febbre dell'oro entrambi di Charlie Chaplin. Richiama alla memoria anche il cinema dei primi tempi, in particolare i film del visionario Georges Méliès.